# Качуровский, Дмитрий Олегович
Дмитрий Олегович Качуровский (укр. Качуровський Дмитро Олегович; 6 августа, 1967. Днепр (Днепропетровск, укр. Дніпро), Днепропетровская область, Украина — президент федерации  плавания Украины (2013), судья международной категории по плаванию (1998 г.). Так же в настоящее время, директор спортивных сооружений спортивного комплекса «Метеор», генеральный директор Днепропетровской городской общественной организации Спортивный клуб «Метеор», член совета директоров Экспоцентра «Метеор», Президент Федерации плавания Украины.

## Биография
Родился 06 августа 1967 года в городе Днепропетровске.
В мае 1985г. окончил Днепродзержинский Техникум Физической Культуры. Специальность - «Физическая культура», где получил квалификацию «Преподаватель физической культуры». Работал тренером-преподавателем Специализированной школы Олимпийского резерва «Метеор».
С 1988г. по 1993г. без отрыва от производства - студент Днепропетровского государственного института физической культуры. Специальность - «Физическая культура». Получил квалификацию «Преподаватель физической культуры».
С 1991г.-старший тренер СДЮШОР «Метеор» по плаванию.
С 1993г.-старший тренер юношеской Сборной команды Украины по плаванию.
В 1993г. избран Вице-президентом Федерации плавания Днепропетровской области.
В 1997г. был избран Президентом Федерации плавания Днепропетровской области и управляющим Днепропетровским областным отделением Федерации Плавания Украины.
В 1997г. избран в состав Президиума Федерации плавания Украины и в н/вр. возглавляет комитет плавательных клубов на Украине.
С августа 1997г. по ноябрь 1999г. - директор Дворца водных видов спорта «Метеор», который является основной базой подготовки пловцов национальных сборных команд Украины к Олимпийским и Параолимпийским играм.
В 1998г. на Конференции Международной Федерации Плавания (ФИНА) в г.Ванкувере (Канада) был атестован как судья международной категории и представлен как кандидат в технический комитет ФИНА.
В 1999г. проходил обучение в Международном институте менеджмента (г.Киев). Специальность: «Менеджмент внешнеэкономической деятельности», получил квалификацию специалиста по управлению внешнеэкономической деятельностью. Магистр Бизнес Администрирования. Проходил стажировку в Бельгии.
В настоящее время - директор спортивных сооружений спортивного комплекса «Метеор», генеральный директор Днепропетровской городской общественной организации Спортивный клуб «Метеор», член совета директоров Экспоцентра «Метеор», Президент Федерации плавания Украины.

## Карьера
Начал работу в 1985 г. з с должности тренера специализированной школы Олимпийского резерва «Метеор» по плаванию.
В 1991 г. назначен старшим тренером СДЮШОР "Метеор".
В 1993 г. выбран старшим тренером юношеской сборной команды Украины по плаванию вице-президентом Федерации плавания Днепропетровской области.
В 1997 г. - президент Федерации плавания Днепропетровской области и Днепропетровского областного отделения Федерации плавания Украины, член Президиума Федерации плавания и глава комитета плавательных клубов Украины.
В 1997-1999 гг. - директор дворца водных видов спорта "Метеор".
С 1999 г. и по сегодняшний день работает директором комплекса спортивных сооружений "Метеор".
В 2000 г. выбран вице-президентом Федерации плавания Украины. С марта 2013 г. – первый вице-президент и глава исполкома Федерации плавания Украины.
24 октября 2013 г. выбран президентом Федерации плавания Украины.

## Образование
Днепропетровский государственный институт физической культуры и спорта (1998-1993);
Международный институт менеджмента (г. Киев), магистр бизнес администрирования, специалист по управлению внешнеэкономической деятельностью. Проходил стажировку в Бельгии;
Drexel University (Пенсильвания, США) получил степень магистра в области «Спортивный менеджмент» (M.S. in Sport Management );
Соискатель научной степени кандидата наук по физической культуре и спорту при Национальном университете физической культуры и спорта Украины (НУФВСУ), г.Киев. Защитил диссертацию по теме "Социально-педагогические аспекты развития современного спортивного плавания".

## Награды и достижения
- В 1998 г. на Конференции Международной федерации плавания (ФИНА) в г. Ванкувер (Канада) был аттестован как судья международной категории.
- В 2000 г. - главный судья по плаванию на Паралимпийских играх в г. Сиднее.

## Семья и личная жизнь
Мать: Светлана Михайловна Ватченко, заслуженный тренер ОССР по плаванию. Супруга: Виктория Качуровская. Дети: Екатерина, Мария, Анна, София.

## Публикации
Качуровський Д. О. Світоглядна і морально-вольова підготовка як завдання виховної роботи у сучасному спортивному плаванні // Педагогіка, психологія і медико-біологічні проблеми у фізичному вихованні і спорті. - №2, 2012. – С. 51-55.
Качуровський Д. О. Світоглядна підготовка як центральне завдання виховної роботи в спорті вищих досягнень // Матеріали третьої міжнародної науково-практичної конференції «Актуальні проблеми фізичного виховання, реабілітації, спорту і туризму», Класичний приватний університет». - Запоріжжя: 13-14 жовтня 2011 р. – C. 79-80.
Качуровский Д. О. О модернизации воспитательной работы в современном Олимпийском спорте // Materiale congresului stiintific international "Sportul olimpic si sportul pentru toti". - Editia a XV-a. - Vol I. - 12-15 septembrie  2011, Chisinau, USEFS, Republica Moldova. - P. 88-91.
Качуровский Д. О. Олимпийская идея и её место в представлениях о спорте спортсменов-пловцов высшей квалификации Украины (по данным конкретно-социологического исследования) // Молода спортивна наука України : зб. наук. праць з галузі фізичного виховання, спорту і здоров’я людини. Вип. 15 : у 4-х т. – Львів : ЛДУФК, 2011. Т. 1. – С. 114- 120.
Качуровський Д. О. Визначення поняття «спорт»: критичний аналіз існуючих підходів // Теорія і практика фізичного виховання. Науково-методичний журнал. Спеціальний випуск за матеріалами ІІ міжнародної науково-практичної конференції «Здоров’я і освіта: проблеми та перспективи. - 2010. -  № 2 – C. 543-553.
Качуровський Д. О. Особливості спортивного плавання у світлі ідей і принципів сучасної системи класифікацій видів спорту // Педагогіка, психологія і медико-біологічні проблеми у фізичному вихованні і спорті. – №9, 2010 - C. 33-37.
Качуровський Д. О. Про соціально-педагогічні проблеми сучасного спорту вищих досягнень // Матеріали другої міжнародної науково-практичної конференції «Актуальні проблеми фізичного виховання, реабілітації, спорту та туризму», Класичний приватний університет». - Запоріжжя : 15-16 жовтня 2010 р. – C. 48-49.
Качуровський Д. О. Проблеми управління водноспортивними об’єктами в Україні  // Теорія і методика фізичного виховання і спорту (Національний Університет фізичного виховання і спорту України). -  № 4 -  2010 р.
Качуровский Д. О. Спорт высших достижений: о некоторых резервах совершенствования воспитательной работы // Матеріали міжнародного наукового Конгресу «Олімпійський спорт і спорт для всіх». Тези доповідей. Національний Університет фізичного виховання і спорту України: Київ, 5-8 жовтня 2010 р. – С. 72.
Качуровський, Д. О., Візитей М.М. Спорт вищих досягнень і його соціально-культурна місія в нових умовах розвитку суспільства // Педагогіка, психологія і медико-біологічні проблеми у фізичному вихованні і спорті (Харківська державна академія дизайну і мистецтв). – № 12, 2009. - С. 27-31.
Качуровский Д. О. Актуальные проблемы плавания в Украине // Физическое воспитание студентов - №3, 2009 – С. 41-45.
Качуровский Д. О. Проблемы плавания в Украине // Матеріали міжнародної науково-практичної конференції «Актуальні проблеми фізичного виховання, спорту і туризму». - Запоріжжя: Класичний приватний університет, 2009. – C. 77-79.
Качуровський Д. О. Проблеми управління спортивними спорудами в Україні: тези доповідей V міжнародної науково-практичної конференції «Сучасні проблеми менеджменту» 22-23 жовтня 2009 р. - Національний авіаційний університет. – Т.1. – К., 2009 – С.86-90.